# Городилово (Тверская область)
Городилово — деревня в Лихославльском районе Тверской области.

## География
Находится в центральной части Тверской области на расстоянии приблизительно 4 км на юго-восток по прямой от районного центра города Лихославль рядом с железнодорожной линией Тверь-Лихославль.

## История
Деревня не отмечалась на дореволюционных картах. Появилась на карте 1941 года. До 2021 года входила в Вёскинское сельское поселение Лихославльского района до его упразднения.

## Население
Численность населения: 20 человек (русские 100 %) в 2002 году, 24 в 2010.